# Kapodziób
Kapodziób (Cereopsis novaehollandiae) – gatunek dużego ptaka z rodziny kaczkowatych (Anatidae), zamieszkujący południową Australię, Tasmanię oraz wyspy położone u południowych wybrzeży Australii oraz w Cieśninie Bassa.

## Zasięg występowania
Kapodziób występuje w zależności od podgatunku:
- C. novaehollandiae novaehollandiae – południowa Australia, Tasmania.
- C. novaehollandiae grisea – Archipelag Recherche.

## Taksonomia
Gatunek i rodzaj po raz pierwszy opisał w 1801 roku angielski ornitolog John Latham, nadając mu nazwę Cereopsis N. Hollandiae. Jako miejsce typowe odłowu holotypu Latham wskazał Nową Południową Walię (tj. wyspy Cieśniny Bassa).

### Etymologia
- Cereopsis: gr. κηρος kēros – wosk; οψις opsis – twarz[9].
- novaehollandiae: łac. novus – nowy; nowołac. Hollandia – Holandia tj. Nowa Holandia (nowołac. Nova Hollandia lub Hollandia Nova); nazwa nadana Australii Zachodniej przez wczesnych holenderskich odkrywców i pod którą Australia była znana Europejczykom w XVII, XVIII i na początku XIX wieku. W ornitologii nazwa ta jest zwykle synonimem wschodniej Australii, zwłaszcza stanu Nowa Południowa Walia[10].
- grisea: średniowiecznołac. griseum, griseus lub grisius – szary[11].

## Morfologia
Długość ciała 75–100 cm, długość skrzydła 45–50 cm, rozpiętość skrzydeł 137–160 cm; masa ciała samców 3170–5100 g, samic 3180 g. Samce są nieco większe od samic. Charakteryzuje się krótką szyją i małą głową oraz krótkim, tępym dziobem, pokrytym prawie do końca zielonkawą woskówką. Nogi są różowe z czarnymi palcami o mocnych pazurach i głęboko wciętych błonach pławnych. Upierzenie jest popielate z ciemniejszymi plamami na skrzydłach.

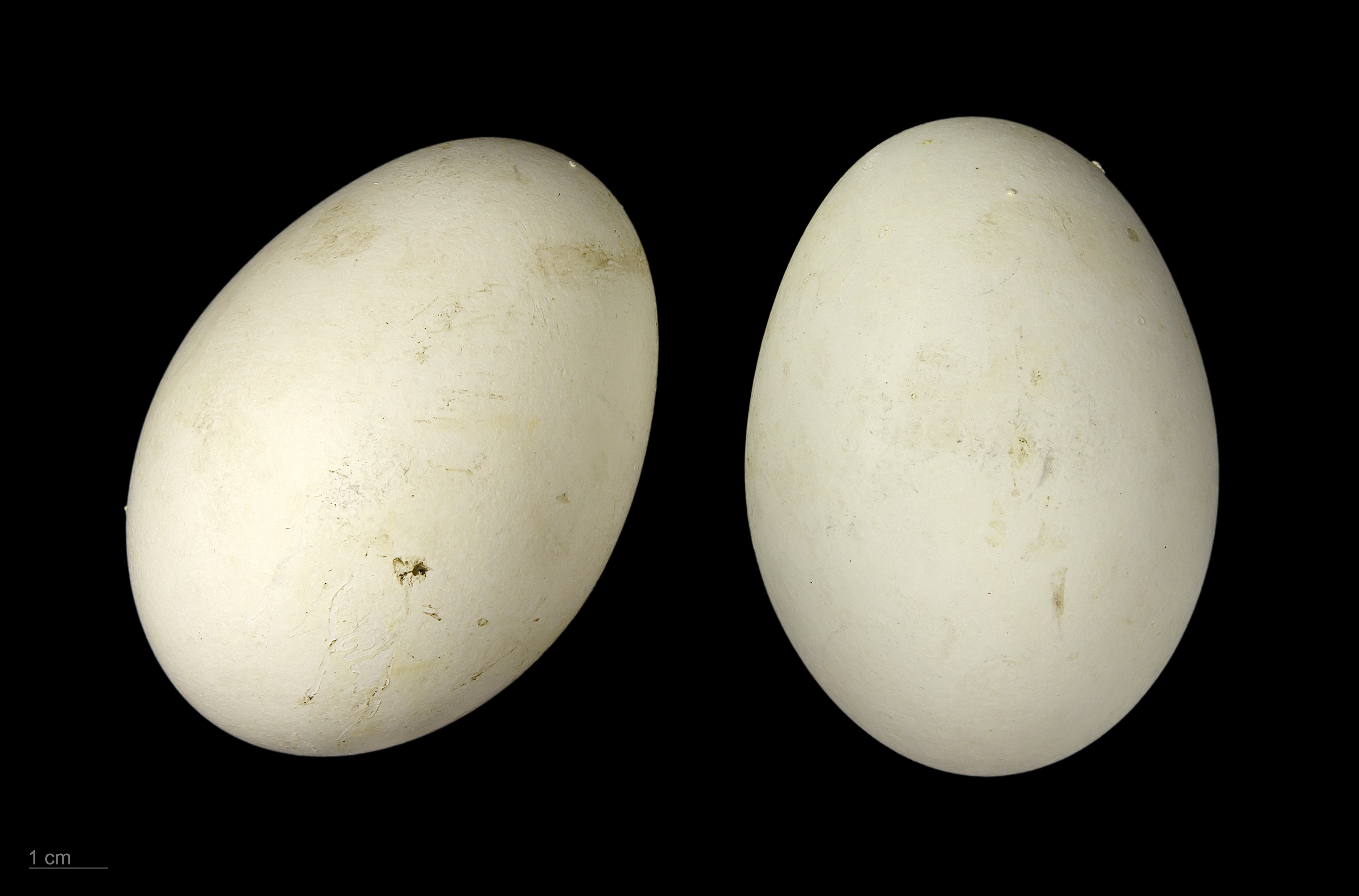
Jaja

## Tryb życia
Żyje na otwartych, trawiastych stokach. Ptak ten prowadzi głównie lądowy tryb życia, rzadko wchodzi do wody. Żywi się pokarmem roślinnym, żerując na trawiastych plażach i stokach. Poza sezonem lęgowym towarzyski, przemieszcza się w niewielkich stadach. Kapodzioby do lęgów przystępują w chłodnej porze roku (lipiec - sierpień). Gniazdo jest umieszczane na ziemi, w dołku pod skałami i krzewami. Samica składa 4–5 jaj, które wysiaduje przez 34–37 dni.

## Status
IUCN uznaje kapodzioba za gatunek najmniejszej troski (LC, Least Concern) nieprzerwanie od 1988 roku. Liczebność populacji szacuje się na 16–18 tysięcy osobników.